# Luce del Tabor

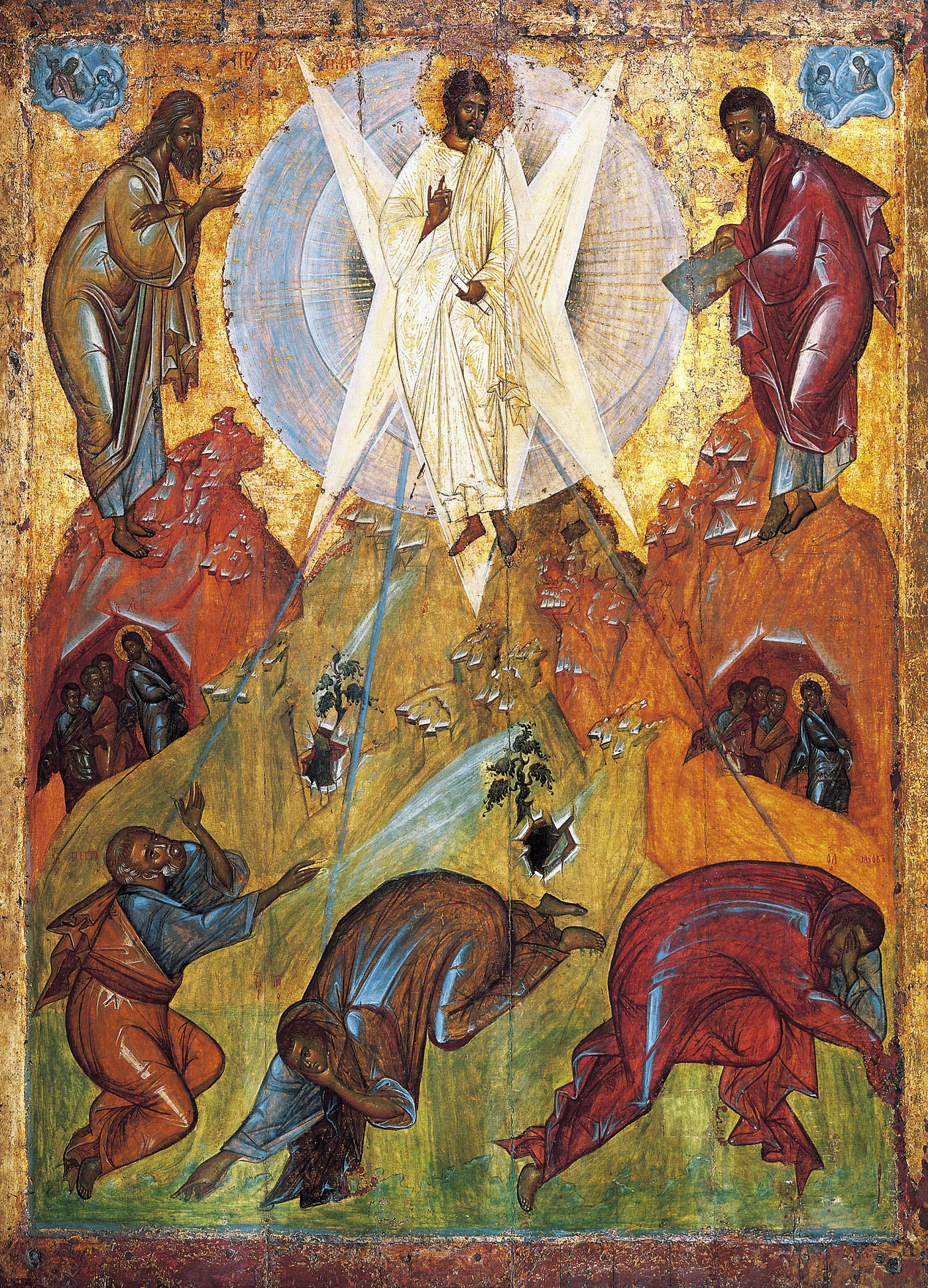
Icona russa della Trasfigurazione di Gesù (Teofane il Greco, 1408 ca)

Nella teologia cristiana ortodossa orientale, la Luce del Tabor (in greco antico: φῶς τοῦ θαβώρ "luce di tabor", o ἄκτιστον φῶς "luce non creata"; in russo Фаворский свет?, Luce del Tabor; in georgiano თაბორის ნათება?) è la luce rivelata da Gesù durante la trasfigurazione sul Monte Tabor, che è identificata con la luce vista dall'apostolo Paolo nel momento della sua conversione.
Come dottrina teologica, la natura increata della Luce del Tabor fu formulata nel XIV secolo da Gregorio Palamas, monaco athonita, che difese le pratiche mistiche dell'esicasmo contro le accuse di eresia mosse da Barlaam di Calabria. Tale visione teologica è nota come palamismo.
Quando fu proposta per la prima volta, la dottrina fu molto controversa e diede origine alla cosiddetta controversia esicasta. La fazione palamista prevalse solo dopo la vittoria militare di Giovanni VI Cantacuzeno nella guerra civile bizantina del 1341-1347. Dal 1347 è stata la dottrina ufficiale nell'Ortodossia orientale, mentre rimane senza esplicita affermazione o smentita da parte della Chiesa cattolica romana. I teologi cattolici romani l'hanno respinta in passato, ma il punto di vista cattolico tende a essere più favorevole dalla fine del XX secolo.
Diversi studiosi occidentali hanno presentato il palamismo come compatibile con la dottrina cattolica. In particolare, papa Giovanni Paolo II nel 1996 parlò favorevolmente della spiritualità esicasta e nel 2002 indicò la trasfigurazione come quarto Mistero Luminoso del Santo Rosario.

## Nell'ortodossia orientale
Secondo la tradizione mistica esicasta della spiritualità ortodossa orientale, un santo completamente purificato che ha raggiunto l'unione divina sperimenta la visione della radianza divina che è la stessa "luce" che fu manifestata ai discepoli di Gesù sul monte Tabor durante la trasfigurazione. Questa esperienza viene chiamata theoria.
Barlaam (e l'interpretazione del cristianesimo occidentale secondo cui l'apofatismo è l'assenza di Dio piuttosto che l'inconoscibilità di Dio) riteneva politeistica questa visione degli esicasti in quanto sembrava postulare due sostanze eterne, una visibile (le potenze divine) e una invisibile (la divina ousìa o essenza). Seco e Maspero affermano che la dottrina palamita della luce increata è radicata nella sua lettura di Gregorio di Nissa.
I cristiani ortodossi leggono altre istanze della Luce Increata nell'Antico Testamento, ad esempio nell'episodio del roveto ardente, del quale un presunto discendente è conservato presso il Monastero di Santa Caterina sul Monte Sinai.

### Controversia esicasta
Gregorio Palamas difese l'esicasmo negli anni quaranta del Trecento in tre diversi sinodi a Costantinopoli e scrisse anche una serie di opere in sua difesa. In queste opere Gregorio Palamas usa una distinzione, già riscontrata nel IV secolo negli scritti dei Padri cappadoci, tra le energie o operazioni (in greco energeiai) e l'essenza (in greco: ousìa) i Dio. Gregorio insegnò che le operazioni di Dio non sono state create. Insegnò che l'essenza di Dio non può mai essere conosciuta dalle Sue creature nemmeno nell'altra vita, ma che le sue energie o operazioni increate possono essere conosciute sia in questa vita sia nell'altra, e possono trasmettere una vera conoscenza spirituale di Dio (teoria) sia all'esicasta in questa vita sia al giusto nella prossima vita.
Nella teologia palamita, sono le potenze increate di Dio che illuminano l'esicasta a cui è stata concessa un'esperienza della Luce Increata. Nel 1341 la disputa diede luogo a un sinodo tenutosi a Costantinopoli e presieduto dall'imperatore Andronico III Paleologo; il sinodo, data l'importanza che fu attribuita agli scritti dello Pseudo Dionigi, condannò Barlaam, che ritrattò e tornò in Calabria, divenendo poi vescovo nella Chiesa cattolica romana.
Uno degli amici di Barlaam, Gregorio Acindino, che in origine era anche amico di Gregorio, prese parte alla controversia. Altri sinodi furono così convocati sullo stesso tema. Al secondo di essi, i seguaci di Barlaam ottennero una breve vittoria. Tuttavia, nel 1351 in un sinodo sotto la presidenza dell'imperatore Giovanni VI Cantacuzeno, la dottrina esicasta fu stabilita come dottrina della Chiesa ortodossa orientale.

### Identificazione con i fuochi dell'inferno
Molti teologi ortodossi hanno identificato la luce del Tabor con il fuoco dell'inferno. Secondo questi teologi, l'inferno è la condizione di coloro che rimangono non riconciliati con la Luce Increata e l'amore di e per Dio, e ne sono bruciati. Secondo Iōannēs Polemēs, Teofane di Nicea credeva che, per i peccatori, «la luce divina sarà percepita come il fuoco punitivo dell'inferno».
Secondo Iōannēs Polemēs, Palamas non identificò il fuoco dell'Inferno con la luce del Tabor: "A differenza di Teofane, Palamas non credeva che i peccatori potessero avere un'esperienza della luce divina [...] Da nessuna parte nelle sue opere Palamas sembra adottare il punto di vista di Teofane per il quale la luce del Tabor è identica al fuoco dell'Inferno."
La parabola di Lazzaro e del ricco epulone fa riferimento a una separazione incolmabile fra Paradiso (il seno di Abramo) e la Geenna, e quindi a un'incomunicabilità della Luce divina alle anime dell'Inferno, nemmeno nella forma di un fuoco punitivo.

## Cattolicesimo romano

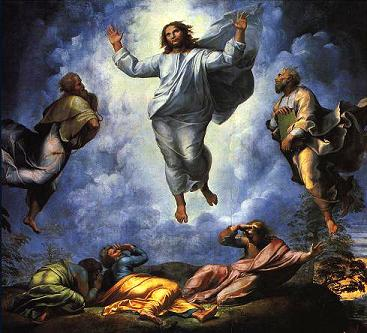
La parte superiore della Trasfigurazione di Raffaelo (1520), raffigurante Cristo che miracolosamente parla con san Mosè e con sant'Elia

Il palamismo, la teologia delle "operazioni" divine di Gregorio Palamas, non fu mai accettata dai teologi scolastici della Chiesa cattolica latina, che mantennero una forte visione della semplicità di Dio, concepito come Actus purus. Questa divisione dottrinale consolidò per tutto il XV e il XIX secolo la divisione Est-Ovest che seguì al Grande Scisma. Solamente papa Giovanni Paolo II aprì a una possibilità di riconciliazione, esprimendo il suo personale rispetto per la dottrina.
Il cattolicesimo vede tradizionalmente la gloria manifestata al Tabor come un simbolo della gloria escatologica del cielo. Un inno latino del XV secolo, Coelestis formam gloriae recita:
Quam spes querit Ecclesiae
In monte Christus ibdicat,
Quo supra solem emicat.
[…]

Glorificata facie
Christus claret hodie,
Queis sit honor credentium,
Deo pie fruentium.»
(, ‘’Coelestis formam gloriae ‘’)
Papa san Gregorio Magno scrisse di persone dalle quali, "mentre vivono ancora in questa carne corruttibile, ma crescono in un potere incalcolabile per una certa acutezza di contemplazione, l'eterno splendore può essere visto". Nel suo poema The Book of the Twelve Béguine, Jan van Ruusbroec, mistico fiammingo beatificato da san Pio X nel 1908, scrisse della «Luce increata, che non è Dio, ma è l'intermediario tra Lui e il “pensiero vedente”» che illumina il contemplativo non nel modo più alto di contemplazione, ma nel secondo dei quattro modi ascendenti.
A partire dagli anni ottanta, durante il pontificato di Giovani Paolo II, l'ecumenismo romano ha cercato un terreno comune sulle questioni dottrinali che dividevano la Chiesa orientale e quella occidentale. Giovanni Paolo II ha più volte sottolineato il suo rispetto per la teologia orientale come arricchimento per tutta la Chiesa, e ha parlato favorevolmente dell'esicasmo. Nel 2002 ha anche deciso che la Trasfigurazione diventasse il quarto Mistero Luminoso del Santo Rosario. La dottrina orientale della "luce increata" non è stata ufficialmente accolta nella Chiesa cattolica, che tuttavia non l'ha nemmeno ufficialmente condannata.
Sempre più parti della Chiesa occidentale considerano Gregorio Palamas un santo, anche se non canonizzato. Diversi studiosi occidentali sostengono che l'insegnamento dello stesso san Gregorio Palamas è compatibile con il pensiero cattolico romano in materia". Allo stesso tempo, le correnti antiecumeniche all'interno dell'Ortodossia orientale presentavano la dottrina della Luce del Tabor come una grande divisione dogmatica tra la Chiesa orientale e quella occidentale, descrivendo il movimento esicasta persino come "una condanna diretta del papismo".